# Næstved Svømmehal
Næstved Svømmehal er en nu lukket svømmehal i Næstved på Sydsjælland, der blev opført i 1968-69. I marts måned 2025 åbnede en ny svømmehal med samme navn i Vandets Kvarter ved Stenlængegårdsvej. Den gamle svømmehal blev tegnet af arkitekten Birger Nordsted-Jørgensen, og anses som hans svendestykke. Bygningen ligger på Nygårdsvej i den sydlige del af byen, og er kendetegnet ved et højt buetag, der har sit lavpunkt midt over svømmehallen.
Hallen huser to bassiner på henholdsvis 25 m og 12 m. Der er desuden vipper, et børnebassin og sauna.
Planer om et nyt stort svømmecenter i byen, affødte debat om hvorvidt det kunne svare sig at renovere svømmehallen for at bevare den, da bygningen er temmelig slidt og visse dele af den karakteristiske tagkonstruktion er begyndt at forvitre. I januar 2025 besluttede byrådet at sætte bygningen til salg, da man havde opgivet af renovere den.